# Virginia Brindis de Salas
Virginia Brindis de Salas (Montevideo, 1908–1958) est une femme de lettres et poétesse afro-uruguayenne.
Elle a été la première écrivaine afro-américaine de publier un recueil de poésie dans l'ensemble de l'Amérique du Sud. Elle a travaillé activement dans le journal Nuestra Raza (Notre race). Militante afro-américaine, elle a participé à la vie politique dans le Parti noir indigène (en espagnol: Partido Autóctono Negro),.
Son poème Tango (1954) a été traduit en allemand.

## Œuvres
- Marimorena (1946).
- Cien cárceles de amor (1949).